# Marugán
Marugán é um município da Espanha na província de Segóvia, comunidade autónoma de Castela e Leão, de área 28,99 km² com população de 634 habitantes (2009) e densidade populacional de 21,87 hab/km².

## Demografia
| Variação demográfica do município entre 1991 e 2009 | Variação demográfica do município entre 1991 e 2009 | Variação demográfica do município entre 1991 e 2009 | Variação demográfica do município entre 1991 e 2009 | Variação demográfica do município entre 1991 e 2009 | Variação demográfica do município entre 1991 e 2009 |
| --------------------------------------------------- | --------------------------------------------------- | --------------------------------------------------- | --------------------------------------------------- | --------------------------------------------------- | --------------------------------------------------- |
| 1991                                                | 1996                                                | 2001                                                | 2004                                                | 2008                                                | 2009                                                |
| 262                                                 | 337                                                 | 387                                                 | 475                                                 | 618                                                 | 634                                                 |